# Костиков, Николай Михайлович
Николай Михайлович Костиков (род. 12 февраля 1962, Орёл) — советский и российский футболист, защитник, ныне тренер ДЮСШ «Русичи» Орёл.

## Карьера
Начал заниматься футболом в ДЮСШ «Трудовые Резервы». С 1981 выступал за местный «Спартак»/ФК «Орёл». На протяжении многих лет Костиков был капитаном команды. Финишировав с ФК «Орёл» на 5 месте во Втором дивизионе в 2002 году, Завершил карьеру в возрасте 40 лет. После — тренер в орловской ДЮСШ.
Рекордсмен по количеству проведенных за клуб: за 22 сезона провел 717 игр во второй (1981—1989, 1992—1993, 1997—2002), второй низшей (1990—1991) и третьей (1994—1996) лигах.